# Skool Daze
Skool Daze est un jeu vidéo développé par Microsphere, sorti en 1985 sur ZX Spectrum. 

## Système de jeu
Le jeu est une simulation d'école, vue en coupe dans sa totalité. Le joueur se met dans la peau d'un écolier dont le but est de récupérer son carnet de correspondance situé dans le coffre-fort du bureau du directeur pour éviter l'expulsion, sachant que des bouts du code se trouvent sur les enseignants qui patrouillent. Il est également nécessaire d'assister aux cours ainsi que d'éviter les chahuts avec les autres élèves.